# Oligolepis
Az Oligolepis a csontos halak (Osteichthyes) főosztályának a sugarasúszójú halak (Actinopterygii) osztályába, ezen belül a sügéralakúak (Perciformes) rendjébe, a gébfélék (Gobiidae) családjába és a Gobionellinae alcsaládjába tartozó nem.

## Rendszerezés
A nembe az alábbi 6 faj tartozik:
- Oligolepis acutipennis (Valenciennes, 1837)
- Oligolepis cylindriceps (Hora, 1923)
- Oligolepis dasi (Talwar, Chatterjee & Dev Roy, 1982)
- Oligolepis jaarmani (Weber, 1913)
- Oligolepis keiensis (Smith, 1938)
- Oligolepis stomias (Smith, 1941)